# Каскеленское викариатство
Каскеленское викариатство — викариатство Астанайской и Алматинской епархии Русской православной церкви. Входит в состав Казахстанского митрополичьего округа.

## История
Учреждена решением Священного Синода Русской православной церкви от 31 мая 2010 года на основании рапорта архиепископа Астанайского Александра (Могилёва) для помощи правящему архиерею Астанайской и Алматинской епархии по управлению епархией.
Согласно Положению о епархиальных викариатствах Русской православной церкви, утверждённому 27 декабря 2011 года определением Священного синода в полномочия викарного архиерея входит административное управление викариатством, контроль за деятельностью приходов и финансово-хозяйственной деятельностью епархии.
Епископ Каскеленский, как Управляющий делами Казахстанского митрополичьего округа, также занимается взаимодействием с органами государственной власти. Так, в вопросе выдворения с территории Казахстана игумена Софрония (Евтихеева), главы детского благотворительного учреждения при Свято-Сергиевском православном приходе, представлял интересы епархии.

## Архиереи
- Геннадий (Гоголев) (с 10 октября 2010)